# Surakarta (vorstenstaat)
Surakarta, in het Indonesisch Solo Adi Kasunanan ratta-ning geheten, was in Nederlands-Indië een zelfregerende vorstenstaat op het eiland Java. Het koloniale gezag stond de susuhunan van Surakarta toe daar vorst en bestuurder te zijn. De invloed van de resident, die werd aangesteld door de gouverneur-generaal van Nederlands-Indië om de belangen van Nederland te beschermen, was echter groot.
Het keizerrijk Surakarta is de belangrijkste opvolger van het Midden-Javaanse Rijk van Mataram. Het keizerlijk huis der Kartasura zegt af te stammen van de heersers van het hindoeïstische keizerrijk Majapahit dat in de tiende eeuw over Java heerste. De afstammelingen van Bagus Kachung die in 1558 tot Panembahan van Mataram werd uitgeroepen heersten over het grootste deel van Java en het eiland Madura. De titel van susuhunan, Maleis voor "hij aan wie schatting wordt betaald", werd in 1625 aangenomen door de heerser van Mataram, die daarmee in de ogen van de bevolking een heilige status verwierf. Toen de door Arabische kooplieden gepropageerde islam door de vorsten werd aangenomen bleef de bevolking nog lange tijd hindoe. Zij bleven, later ook als moslim, de vorst als een heilige persoon zien die op een heilige plek, de kraton, resideerde.
Het rijk van de susuhunans was sterk gedecentraliseerd en op feodale wijze geregeerd, met lokale raja's, regenten en prinselijke families die op hun beurt als vazallen grote gebieden bestuurden.
De bloei van het keizerrijk Mataram was van korte duur. De toenemende macht van de Nederlandse Verenigde Oost-Indische Compagnie resulteerde in 1705 in de overdracht van grote gebieden waaronder Sumenep en Pamekasan in ruil voor "bescherming" door de VOC. De compagnie speelde de vorsten op Java tegen elkaar uit en bood bescherming aan die edelen die de VOC in ruil daarvoor begunstigden. Uiteindelijk werd de VOC de arbiter in de familie- en opvolgingstwisten in de vorstenlanden.
Na de dood van de susuhunan Pakubuwono II in 1749 volgde een burgeroorlog om de opvolging op de troon van Mataram. Prins Mangkubumi weigerde de opvolging van Pakubuwono III van Soerakarta te accepteren en probeerde de macht in het keizerrijk te grijpen. Na zes jaar oorlog beheerste prins Mangkubumi het zuidwesten van het keizerrijk. De susuhunan behield met de Nederlandse militaire en politieke steun de controle over het noorden en oosten van zijn rijk. De hoge kosten en het gebrek aan middelen noopten de twee pretendenten om het ooit zo machtige rijk Mataram in twee nieuwe staten te verdelen, Surakarta onder de susuhunan en een nieuw Sultanaat Yogyakarta onder Mangkubumi als sultan Hamengkubuwono I. De Nederlanders waren de lachende derde bij deze klassieke verdeel en heers politiek. De verdeling werd op 13 februari 1755 definitief geregeld maar het duurde nog vijfenzeventig jaar voordat de grens tussen de staten werd vastgelegd. In 1757 resulteerde een opstand onder leiding van Mas Saidin in een verdere opdeling van het grondgebied. Het onderkoninkrijk Mangkunegaran ontstond in 1757, zogenaamd onder de algemene soevereiniteit van Surakarta, maar in werkelijkheid als een semi-onafhankelijk vorstendom dat de helft van het grondgebied van de voormalige susuhunan besloeg. Madura en een deel van de noordoostkust van Java werden in 1743 afgestaan. De Pasisir werd in 1746 afgestaan en de Mancanagara werd in 1830, na de Java-oorlog, aan de Nederlandse regering, die de plaats van de VOC had ingenomen, afgestaan.

## De staatsregeling

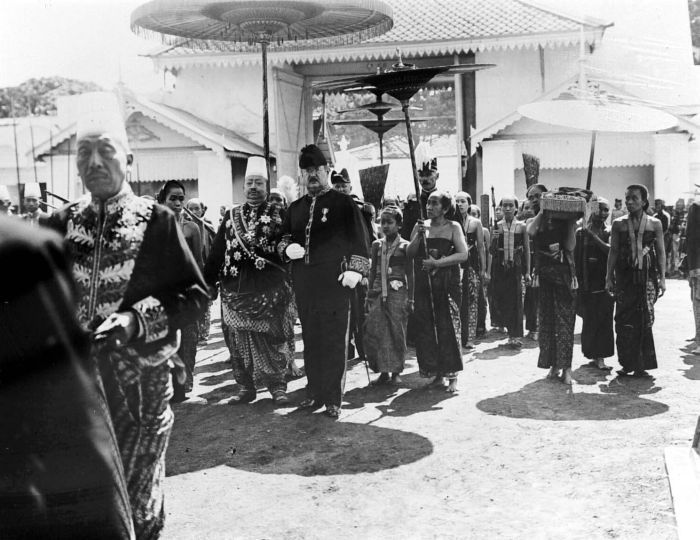
Susuhunan Pakubuwono X van Surakarta aan de arm van de Nederlandse resident

De staatsregeling hield in dat de susuhunan regeerde onder suzereiniteit van het Koninkrijk der Nederlanden. Hij was geen vazal van de koning der Nederlanden of van de gouverneur-generaal van Nederlands-Indië. De susuhunan werd geacht een eigen, niet aan Nederland ontleend, regeergezag te bezitten. Zijn wil werd beperkt door de Nederlandse invloed die zoals steeds in Nederlands-Indië geacht werd die van een "oudere broer tegenover een jongere broer" te zijn. De Nederlandse resident in Soerakarta nam de rol van "oudere broer" op zich en het was gebruikelijk dat hij arm in arm met de soesoehoenan liep.
In een aantal zaken trad de Nederlands-Indische overheid als wettig gezag op. Surakarta had bijvoorbeeld geen eigen posterijen. De verhoudingen tussen het sunanaat Surakarta en Nederland werden in de Akte van Verband en de daaraangehechte verklaringen uit 1893 en in latere aanvullende verklaringen vastgelegd. Tussen 1910 en 1920 werden grote agrarische hervormingen doorgevoerd.
In 1930 had Surakarta 1.704.201 inwoners waarvan 5.285 Europeanen, 17.103 Chinezen en 1.432 andere vreemde oosterlingen. De inheemse bevolking was juridisch gezien zelfbestuursonderhorig, de anderen waren gouvernementsonderhorig. In Nederlands-Indië werden de volkeren langs scheidslijnen die ras en het koloniale belang dienden onderscheiden. Men was geen Nederlands-Indisch staatsburger. Het oppervlak was 33.360 km² wat betekent dat er 507 inwoners per km² woonden. De hoofdstad Surakarta was niet bijzonder fraai maar het klimaat was gezond en de plaats was welvarend. Surakarta gold en geldt als een belangrijk centrum van Javaanse cultuur.

## De keizerlijke familie
De familie ontleent prestige en macht aan de afstamming van de vroegere keizers van Mataram II en de eerdere hindoeïstische rijken op Java.
Een soesoehoenan, zijn vrouwen en zijn kinderen dragen titels die tijdens hun leven veranderen en steeds hun status aangeven.
Deze mohammedaanse heersers zijn polygaam en hebben vele vrouwen, bijvrouwen en concubines gehad. De vrouwen en de vele kinderen van de "padmi" dragen titels die tijdens hun leven aan hun positie binnen het koninklijk huis en aan hun eigen status worden aangepast.
De soesoehoenan is "Sampeyan Dalam ingkang Sinuhun Kanjeng Susuhanan Prabhu Sri Paku Buwana XII Senapati ing Alaga Ngah 'Abdu'l-Rahman Saiyid ud-din Panatagama, Susuhanan of Surakarta" en wordt als "Uwe Prinselijke Hoogheid" aangesproken.
- De eerste koninklijke echtgenote is Gusti Kanjeng Ratu Kilen oftewel Koningin van het Westen.
- De tweede koninklijke echtgenote is Gusti Kanjeng Ratu Wetan oftewel Koningin van het Oosten.

De zes eelir of mindere echtgenotes dragen ieder een eigen titel.
- De eerste van deze echtgenotes is Bandara Radin Ayu.
- De tweede van deze echtgenotes is Radin Ayu.
- De derde van deze echtgenotes is Radin.
- De vierde van deze echtgenotes is Mas Ayu.
- De vijfde van deze echtgenotes is Mas Ajeng.
- De zesde van deze echtgenotes is Mbok Ajeng

De zonen en kleinzonen
- De erfprins is Kanjeng Gusti Pangeran Adipati Anum Amangku Negara Sudibya Rajaputra Narendra ing Mataram
- De minderjarige zoons van susuhunan en koninklijke echtgenote zijn Radin Mas Gusti...

De volwassen zoons van sultan en koninklijke echtgenote zijn Kanjeng Gusti Pangeran... daarop volgt de naam van het hun toegekende prinsdom
- De tweede zoon is Kanjeng Gusti Pangeran Mangkubumi.
- De derde zoon is Kanjeng Gusti Pangeran Bumi Nata.
- De vierde zoon is Kanjeng Gusti Pangeran Purbaya or Purubaya
- De vijfde zoon is Kanjeng Gusti Pangeran Puger.
- De minderjarige zoons van susuhunan en tweede en derde echtgenote enz. zijn Bandara Radin Mas...
- De meerderjarige zoons van susuhunan en tweede en derde echtgenote enz. heten wanneer zij zoals gebruikelijk als volwassene een prinsdom toegekend krijgen Bandara Kanjeng Pangeran... daarop volgt de naam van het hun toegekende prinsdom
- De kleinzoons van de susuhunan en hun mannelijke nakomelingen zijn Bandara Radin Mas
- De achterkleinzoons in mannelijke lijn van de susuhunan zijn Radin Mas

De dochters en kleindochters
- De nog ongehuwde dochters van de sultan en de koninklijke echtgenote zijn Gusti Radin Ajeng...

De gehuwde dochters van de susuhunan en de koninklijke echtgenotes heten wanneer zij zoals gebruikelijk als volwassene een prinsdom toegekend krijgen Gusti Kanjeng Ratu ... daarop volgt de naam van het hun toegekende prinsdom
- De eerste dochter is Gusti Kanjeng Ratu Sekar-Kedhaton.
- De tweede dochter is Gusti Kanjeng Ratu Pembayun.
- De derde dochter is Gusti Kanjeng Ratu Maduratna.
- De vierde dochter is Gusti Kanjeng Ratu Bandara.
- De vijfde dochter is Gusti Kanjeng Ratu Angger.
- De zesde dochter is Gusti Kanjeng Ratu Timur.
- De daaropvolgende dochters voeren de titel Gusti Radin Ayu waaraan de titel van hun echtgenoot wordt toegevoegd.
- De oudste van de dochters van de susuhunan en zijn mindere echtgenotes is de Ratu Alit
- De ongehuwde dochters van de susuhunan en de derde en vierde, vijfde en zesde echtgenote zijn Bandara Radin Ayeng
- De gehuwde dochters van de sultan en de tweede, derde, vierde, vijfde en zesde echtgenote enz. voeren de titel Bandara Radin Ayu en de persoonlijke titel van hun echtgenoot
- De kleindochters en andere vrouwelijke afstammelingen van de sultan in de mannelijke lijn zijn Radin Ajeng
- De gehuwde kleindochters en andere vrouwelijke afstammelingen van de sultan in de mannelijke lijn voeren de titel Radin Ayu en de persoonlijke titel van hun echtgenoot

De regels van de Javaanse aristocratie zijn streng en de titels geven in een aantal gevallen uitdrukking aan het respect dat de sultan voor de prins of prinses heeft. Wanneer er geen duidelijke opvolger is omdat de overleden vorst geen erfprins heeft aangewezen dan heeft de pretendent met de hogere titel voorrang op een pretendent die door de sultan niet is verheven in een hogere rang. De titels van de kinderen en kleinkinderen van de susuhunan van Surakarta zijn iets gecompliceerder en in een aantal gevallen hoger dan die van de vergelijkbare nakomelingen van de sultan van Djokjakarta. Daarin komt tot uitdrukking dat de susuhunan van Surakarta hoger in rang is dan zijn verwant in Yogyakarta.
De opvolging is volgens gewoonterecht geregeld waarbij de opvolger uit het Huis Mataram moet stammen en diens recht op opvolging door de Raad en door zijn vader moet zijn erkend. Soms sloeg de successie een generatie over. De opvolger mocht geen lichamelijke gebreken hebben en door het volk worden geaccepteerd. De Nederlandse suzerein eiste daarenboven ook de afstamming uit een wettig gesloten huwelijk.

## Surakarta na de Tweede Wereldoorlog
Op Java kwam het, direct na Japanse overgave aan de geallieerden in 1945, tot een burgeroorlog. Een republikeinse onafhankelijkheidsbeweging onder Soekarno greep de macht. De susuhunan werd als te zeer pro-Nederlands beschouwd. Voor hem was er, anders dan voor Hamengkubuwono IX in Yogyakarta die voor een onafhankelijk Indonesië wilde strijden, geen plaats in het politieke bestuur van de Republiek Indonesië weggelegd.
Het zelfregerende vorstendom Surakarta werd al in 1946 afgeschaft. De susuhunan bleef onder het republikeinse bewind in zijn kraton wel functioneren als spil in het sociale, culturele en religieuze leven. Hij kreeg daarvoor de volledige erkenning van de Indonesische staat.
Sinds de dood van susuhunan Prabhu Sri Pakubuwono XII op 6 juni 2003 wordt de opvolging als susuhunan van Soerakarta betwist door zijn oudste zoon, prins Ngabehi, en diens jongere half-broer, prins Tejawulan. Beide prinsen zijn geïnstalleerd door hun respectieve aanhangers, beiden onder de naam Sri Paku Prabhu Sri Pakubuwono XIII. Omdat er tijdens het leven van de twaalfde soesoehoenan geen duidelijke opvolger is aangewezen en beiden zonen van bijvrouwen zijn is onduidelijk wie van hen het meest recht op de troon heeft. Prins Ngabehi is de oudste van de twee pretendenten en tijdens het leven van hun beider vader kreeg hij hogere titels toegekend dan zijn halfbroer.